# مسجد عثمان ذوالنورین
مسجد عثمان ذوالنورین مربوط به قرون اولیه اسلام در شهرستان درمیان، طبس مسینا واقع شده و این اثر در تاریخ ۱۱ دی ۱۳۸۰ با شمارهٔ ثبت ۴۶۵۷ به‌عنوان یکی از آثار ملی ایران به ثبت رسیده است.
قدمت این مسجد که در داخل قلعه قدیمی شهر طبس مسینا از توابع شهرستان  درمیان خراسان جنوبی واقع است با توجه به سابقه دیرینه شهر و منابع تاریخی متعدد به قرن اولیه اسلام می رسد که در دوره های مختلف مورد بازسازی قرار گرفته است.

آجرکاری نمای ورودی بنا که در دوره قاجار ایجاد شده اند و نیز تزئینات محراب از جمله عوامل تزئینی این بنا به شمار می رود. وجود کتیبه های متعدد بر روی ستونها و دیوارهای داخلی مسجد و نیز کتیبه ای به تاریخ 1208  نشان دهنده وجود این بنا قبل از دوره قاجار است